# ロスネグロス島
ロスネグロス島（ロスネグロスとう、Los Negros Island）は、パプアニューギニア・アドミラルティ諸島にある島。行政面ではマヌス州に属する。アドミラルティ諸島で三番目に大きい島であり、マヌス島の東に位置し、橋で結ばれている。島の西側はゼーアドラー湾となっている。島の中央部にモモテ空港がある。1944年にはアドミラルティ諸島の戦いが行なわれた。